# Bank of Canada
De Bank van Canada (Engels: Bank of Canada, Frans: Banque du Canada) is de beheerder en uitgever van de Canadese dollar. Deze is gevestigd in de Canadese hoofdstad Ottawa.

## Geschiedenis
De bank werd in 1934 opgericht met als doelstelling zorg te dragen voor het financieel en economisch welzijn van de staat.
Vóór de oprichting van de Bank of Canada fungeerde de Bank van Montreal, toen de grootste bank van het land, als bankier van de overheid. Het federale ministerie van Financiën was verantwoordelijk voor het drukken van de Canadese bankbiljetten.
In 1933 werd de Royal Commission on Banking and Currency ingesteld. Deze commissie gaf als advies de oprichting van een centrale bank. Dit advies werd opgevolgd en op 3 juli 1934 werd de bank opgericht na het aannemen van de Bank of Canada Act.
Het was een particuliere onderneming om ervoor te zorgen dat de bank vrij zou zijn van politieke invloed. Het doel van de bank werd uiteengezet in de inleiding van de wet: "om krediet en valuta te reguleren in het beste belang van het economische leven van de natie, om de externe waarde van de nationale monetaire eenheid te controleren en te beschermen en om door haar invloed schommelingen in het algemene niveau van productie, handel, prijzen en werkgelegenheid te verzachten, voor zover mogelijk binnen het bereik van monetaire actie, en in het algemeen om het economische en financiële welzijn van het Dominion te bevorderen". Later is het woord "het Dominion" vervangen door "Canada", maar voor de rest is de tekst ongewijzigd. Op 11 maart 1935 begon de Bank of Canada daadwerkelijk met haar activiteiten met Graham F. Towers als eerste gouverneur.
In 1938, toen William Lyon Mackenzie King premier was, werd de bank genationaliseerd en een federale krooncorporatie. Het ministerie van Financiën heeft sindsdien alle aandelen in handen. De regering benoemde een raad van bestuur met aan het hoofd een gouverneur. Voor de aanvaarding van het ambt legt de bestuurder een eed van ‘trouw en geheimhouding’ af. In 1944 werd de Bank of Canada de enige emittent van wettige betaalmiddelen in Canada.
Tijdens de Tweede Wereldoorlog exploiteerde de bank de Foreign Exchange Control Board en het War Finance Committee, die fondsen wierven via Victory Bonds. In september 1944 werd door een wet van het parlement de dochteronderneming Business Development Bank of Canada (BDC) opgericht om investeringen in Canadese bedrijven te stimuleren.
Na de oorlog kreeg de bank als extra taak de economische groei in Canada te stimuleren. Sinds de jaren 1980 ligt de prioriteit bij het laag houden van de inflatie.

## Bankgouverneurs
Het bestuur van de bank bestaat uit de gouverneur, een plaatsvervangend gouverneur en 12 onafhankelijke leden afkomstig uit de provincies. De vice-minister van Financiën heeft ook een plaats in het bestuur maar geen stemrecht.
De Bank van Canada wordt geleid door de zogenaamde bankgouverneur. Deze wordt aangesteld voor een termijn van zeven jaar en kan gedurende deze termijn niet zomaar door de regering worden ontslagen.
Sinds 1934 heeft de bank de volgende gouverneurs gekend:
- Tiff Macklem (2020-heden)
- Stephen Poloz (2013-2020)
- Mark Carney (2008-2013)
- David A. Dodge (2001-2008)
- Gordon Thiessen (1994-2001)
- John Crow (1987-1994)
- Gerald Bouey (1973-1987)
- Louis Rasminsky (1961-1973)
- James Coyne (1955-1961)
- Graham F. Towers (1934-1954)